# Centrale nucléaire d'Ignalina
La centrale nucléaire d'Ignalina est une centrale nucléaire, fermée le 31 décembre 2009, située à Visaginas en Lituanie, ex-territoire de l'Union soviétique. Elle tient son nom de la ville d'Ignalina, située à proximité du site nucléaire.

## Les réacteurs
La centrale est équipée de deux réacteurs nucléaires de type RBMK-1500. Ce réacteur de conception soviétique était le plus puissant au monde avec une puissance électrique de 1 500 MW (le nouveau réacteur pressurisé européen démarré à Olkiluoto en Finlande est encore plus puissant avec 1 600 MW). Il s'agit du même type de réacteurs que ceux de Tchernobyl. Après la catastrophe à la centrale nucléaire de Tchernobyl, les réacteurs d'Ignalina ont été bridés à une puissance de 1 360 MW.
Le réacteur no 1 a été mis en service en 1983, puis fut fermé le 31 décembre 2004. Le réacteur no 2, en activité depuis 1987, a été fermé le 31 décembre 2009. Le réacteur no 3 est resté inachevé.

## Histoire du projet
Les préparatifs du projet démarrent en 1974, et le chantier quatre ans plus tard. Le réacteur no 2 fut terminé en 1986. Initialement, le réacteur no 2 était programmé pour être mis en service dès 1986, mais cela fut reporté d'un an en raison de l'accident de Tchernobyl. La construction du réacteur no 3 a été suspendue et son démantèlement commença en 1989.
La ville artificielle de Visaginas fut construite pour accueillir les travailleurs de la centrale. Il n'y avait aucun village à cet endroit. Le site, qui n'était à l'origine relié à aucune infrastructure, a été choisi en raison de sa proximité avec le plus grand lac lituanien Drūkšiai, pour pouvoir pomper l'eau nécessaire aux circuits de refroidissement. Actuellement une partie de ce lac est partagée avec la Biélorussie. Les militants écologistes craignent que le lac soit trop petit pour une centrale de cette taille. Ils affirment que la température moyenne de l'eau a augmenté de quelques degrés, ce qui n'est probablement pas sans conséquences sur l'écosystème.

### Fermeture
La Lituanie a accepté de fermer cette centrale pour obtenir son ticket d'entrée dans l'Union européenne, la fermeture de la centrale ayant été recommandée par l'association WENRA. Avant la fermeture du réacteur no 1, la centrale produisait 70 % de l'électricité du pays. Avec la France, la Lituanie était alors le pays le plus dépendant du nucléaire dans le monde. L'Union européenne a accepté de payer les coûts de démantèlement et des compensations jusqu'en 2013.
Le 12 octobre 2008, un référendum a eu lieu en Lituanie pour savoir si les Lituaniens étaient pour ou contre la prolongation d'Ignalina. 89 % des Lituaniens ont voté en faveur de la prolongation de la centrale, dans le but de faire pression sur l'UE. Ce référendum fut cependant considéré comme non valable, le taux de participation étant inférieur à 50 %.
Le 31 décembre 2009, la centrale est fermée et son dernier réacteur RBMK cesse de fonctionner à 23 h.
Le démantèlement du site de la centrale devrait durer jusqu'en 2029, et coûter environ un milliard d'euros.

### Affaire de corruption
En juin 2012, le département américain de la Justice a publié un rapport selon lequel des employés de la société américaine Data Systems & Solutions (en) auraient versé des pots de vin aux responsables de la centrale d'Ignalina, pour obtenir des contrats. La justice lituanienne a ouvert une enquête sur cette corruption présumée.

## Cinéma
La centrale nucléaire d'Ignalina est le lieu de tournage de la mini-série Chernobyl fin mars 2018 en raison de sa ressemblance visuelle et du réacteur RBMK identique.